# Televisión Nacional de Chile Red Austral
Televisión Nacional de Chile Red Austral, o simplemente TVN Red Austral, es la señal exclusiva para la Región de Magallanes y de la Antártica Chilena que emite Televisión Nacional de Chile. Inició sus transmisiones en febrero de 1969 (antes que la red nacional de TVN emitida desde Santiago), y actualmente su sede y estudios se ubican en Camino Río de los Ciervos Kilómetro 3½ Sur, en la ciudad de Punta Arenas.
Ofrece programación local y publicidad en las desconexiones nacionales de Televisión Nacional de Chile, destacando los noticieros que emite.

## Historia
Antes del inicio de transmisiones de TVN en la zona, distintos poseedores de televisores en Punta Arenas señalaban desde mediados de 1968 que en sus aparatos captaban emisiones de canales argentinos, principalmente el canal 2 de La Plata.
La instalación de la filial regional de TVN en 1969 marcó el inicio del proceso de regionalización del canal. La inauguración del Canal 6 de Punta Arenas ocurrió el 1 de febrero y contó con la presencia del presidente Eduardo Frei Montalva y el intendente de Magallanes Mateo Martinic. Los estudios estaban ubicados en Croacia 670 —en aquel entonces la calle se llamaba Yugoslavia—, y su antena transmisora se encontraba en el monte Fenton (también denominado Mirador). Su primer director fue Manuel Zuleta.
La expansión de la señal de la Red Austral de TVN se inició pocos meses después de su inauguración, alcanzando la localidad de Cerro Sombrero en septiembre de 1970, Puerto Natales el 7 de diciembre de 1972, Cullen y Posesión en 1975, y Puerto Williams el 15 de abril de 1979.
El 18 de septiembre de 1974 se realizó la primera transmisión en vivo en exteriores con el programa «18 en el Seis», presentado por Caupolicán Sanhueza. Entre 1974 y 1976 fue construido el edificio que alberga actualmente al canal, con 1120 m² construidos en un terreno de 15 000 m², diseñado por los arquitectos Hernán Rodríguez, Juan Galleguillos, Gastón Saint-Jean y Nicolás García; los nuevos estudios fueron entregados el 27 de febrero de 1976 e inaugurados oficialmente el 1 de febrero de 1977.
A mediados de 1975 se inicia un notorio incremento en la producción de programación local; el 17 de agosto del mismo año TVN Red Austral emitió en directo la jornada final del 7° Festival Folklórico de la Patagonia, lo que constituyó un hito en la televisión local y que implicó el traslado de equipo y personal del canal desde Santiago, así como también la grabación de dicho festival fue emitida posteriormente para el resto del país.
El 26 de mayo de 1978 entró en operaciones la Estación Terrena Punta Arenas, con lo cual se permitió la conexión satelital de TVN Red Austral con el resto del país, permitiendo inicialmente la transmisión en directo de 15 minutos de noticias desde Santiago, manteniendo el resto de su programación envasada y en diferido. A partir de febrero de 1983 la Red Austral comenzó a recibir gran parte de su programación en directo desde Santiago.
Durante varios años, esta sería la única central local de TVN en producir programación propia, como programas magazinescos e infantiles y que por primera vez fueron conocidos por el resto del país durante la celebración de los 40 años de TVN en el programa TVN 40 Años: Tu historia es mi historia en 2009; entre ellas el especial informativo con el que se informó del "Puntarenazo" en 1984. No sería hasta 1990 cuando Televisión Nacional de Chile decide crear más centros regionales con tal de enriquecer la oferta informativa de cada región del país.
Desde sus inicios, la misión de TVN Red Austral ha sido entregar las noticias a los televidentes de la región. De esta manera, el único programa que sigue sus transmisiones ininterrumpidamente ha sido 24 Horas Red Austral, sucesor de Telediario (1969-1990) y que tuvo entre sus presentadores a Patricio Mladinic Centurione, Alfredo Roni Caridi, Caupolicán Sanhueza, Artemio Gutiérrez, Juan Martinic, Carlos Bianchi Chelech, entre otros. También tuvo entre su personal a personajes como Abel Esquivel Querci, José Calisto, Gazi Jalil Trebotic, Patricia Stambuk, John Skirving, Patricio Caldichoury Ríos y Juan Ursic Leal; este último se desempeñó como camarógrafo y escenógrafo para finalizar como director del canal.
En septiembre de 2007, Televisión Nacional de Chile anunció un concurso público para diseñar los nuevos edificios corporativos de las sedes regionales del canal. Con esto, las sedes regionales de TVN para la zona sur tendrían la misma línea arquitectónica, característica de la zona geográfica.